# Marcus Lamb
Marcus Lamb (Cordele, 7 ottobre 1957 – Bedford, 30 novembre 2021) è stato un predicatore, religioso e imprenditore statunitense.

## Biografia
Nacque il 7 ottobre 1957 in Georgia, dove visse fino a 15 anni: molto portato per lo studio, completò la scuola superiore a quell'età e si iscrisse quindi alla Lee University, ateneo cristiano nel Tennessee, dove si laureò tre anni dopo. Nel 1982 sposò Joni Trammell, una ragazza di Greenville, South Carolina, e con lei iniziò a viaggiare, visitando molte chiese nel Sudest degli Stati Uniti per diffondere il Vangelo secondo il credo pentecostale, religione di cui divenne anche vescovo: esercitò il ministero a Cleveland, nel Tennessee.
Nel 1984 Lamb si trasferì in Alabama dove aprì WMCF-TV, la prima emittente televisiva cristiana dello Stato. La stazione fu venduta a Trinity Broadcasting Network nel 1990 e Lamb si spostò nel Texas. Qui, alla fine del 1997, l'imprenditore fondò Daystar Television Network, destinata a diventare una delle più importanti emittenti televisive religiose del mondo.
Affetto da diabete mellito di tipo 1, Lamb è morto nel 2021 per complicazioni da COVID-19, malattia da lui contratta insieme alla moglie dopo averne a lungo negato l'esistenza: durante la pandemia di COVID-19 negli Stati Uniti d'America, Daystar aveva diffuso messaggi negazionisti e antivaccinisti, ospitando personaggi portatori di tali idee come Robert F. Kennedy Jr.  Aveva tre figli.